# اتحادیه بین‌المللی علوم زیستی
اتحادیه بین‌المللی علوم زیستی (به انگلیسی: International Union of Biological Sciences) یک سازمان غیرانتفاعی و سازمان غیردولتی است که در سال ۱۹۱۹ بنیان‌گذاری شد و به ترویج علوم زیستی در سطح بین‌المللی می‌پردازد. به عنوان یک سازمان چتر علمی، یکی از اعضای مؤسس شورای بین‌المللی علوم (ICSU) بود.

## اهداف
این اتحادیه چندین هدف کلیدی دارد:
- ترویج مطالعه علوم زیستی؛
- آغاز، تسهیلگری و هماهنگی پژوهش‌ها و دیگر فعالیت‌های علمی که نیاز به همکاری بین رشته‌ای و بین‌المللی دارد.
- برای اطمینان از بحث و انتشار نتایج پژوهش‌های مشارکتی، به‌ویژه در ارتباط با برنامه‌های علمی IUBS.
- پشتیبانی از سازماندهی کنفرانس‌های بین‌المللی و کمک به انتشار گزارش‌های آنها.